# Szlak turystyczny „Zabytki Radomia”
Szlak turystyczny „Zabytki Radomia” – pieszy szlak turystyczny obejmujący najcenniejsze obiekty historyczne ukazujące rozwój Radomia od wczesnośredniowiecznej osady po dzielnice powstałe w XX wieku.

## Realizacja projektu
Szlak Turystyczny „Zabytki Radomia” to wspólna inicjatywa Gminy Miasta Radomia i parafii katedralnej. Projekt o wartości 693 172, 00 zł w większości sfinansowała Unia Europejska, przyznając w ramach Programu VI -  wykorzystanie walorów naturalnych i kulturowych dla rozwoju turystyki i rekreacji Regionalnego Programu Operacyjnych Województwa Mazowieckiego dofinansowanie w wysokości 455 318, 28 zł. W ramach realizacji projektu m.in. utworzono Muzeum Katedralne, przeprowadzono remont elewacji neogotyckiej katedry, utworzono na obszarze Miasta Kazimierzowskiego Centrum Informacji Turystycznej, wydano przewodniki po trasie, wykonano tablice informacyjne, którymi oznakowano obiekty wchodzące w skład szlaku oraz zmodernizowano portal internetowy Centrum Informacji Turystycznej w Radomiu.

## Przebieg szlaku
Szlak tworzą 23 wybrane obiekty - w tym jeden pomnik historii - za pomocą których ukazano rozwój urbanistyczny Radomia – od wczesnośredniowiecznej osady, przez średniowieczne Stare Miasto (Radom) i Miasto Kazimierzowskie, dziewiętnastowieczne Śródmieście po dwudziestowieczną zabudowę Plant - osiedla Fabryki Broni.
Lista obiektów wchodzących w skład szlaku:
| Nr | Zdjęcie | Obiekt                                                               | Dzielnica              | Opis |
| -- | ------- | -------------------------------------------------------------------- | ---------------------- | --- |
| 1  |         | Grodzisko Piotrówka                                                  | Stare Miasto           | Wczesnośredniowieczne grodzisko, jedno z pierwszych miejsc osadniczych w Radomiu. |
| 2  |         | Kościół św. Wacława                                                  | Stare Miasto           | Gotycki kościół ufundowany w 1216 przez księcia Leszka Białego. Wyposażony przez jego syna Bolesława Wstydliwego. W 1440 został rozbudowany i częściowo przebudowany w stylu gotyckim. |
| 3  |         | Kościół farny pw. św. Jana Chrzciciela i relikty Zamku Królewskiego. | Miasto Kazimierzowskie | Gotycki kościół ufundowany w 1360 przez króla Kazimierza Wielkiego. Był częścią założenia zamkowego, zbudowanego w latach 1340-1350 na polecenie tego samego władcy. |
| 4  |         | Miejskie mury obronne z XIV w.                                       | Miasto Kazimierzowskie | Relikty ciągu średniowiecznych fortyfikacji wraz z budowlami obronnymi, otaczających Miasto Kazimierzowskie, zbudowanych w II połowie XIV wieku. |
| 5  |         | Zespół kościoła św. Katarzyny i klasztoru oo. Bernardynów            | Śródmieście            | Późnogotycki zespół sakralny zlokalizowany przy dawnym przedmieściu lubelskim (dzisiejsza ulica Żeromskiego) w bezpośrednim sąsiedztwie Miasta Kazimierzowskiego. Fundowany w 1468 r. jest jednym z najlepiej zachowanych kompleksów klasztornych w Polsce. Wznoszony etapami. Kompleks posiada status pomnika historii.                                                                                             |
| 6  |         | Dawny barokowy zespół kościoła i klasztoru Benedyktynek              | Śródmieście            | Barokowy kościół wybudowany w XVII wieku wraz z klasztorem dla sióstr benedyktynek z fundacji Barbary Tarłowej. |
| 7  |         | Dawne kolegium oo. Pijarów                                           | Miasto Kazimierzowskie | Klasycystyczno-barokowy budynek usytuowany przy Rynku, budowany w XVIII i XIX w. |
| 8  |         | Kościół ewangelicko-augsburski                                       | Miasto Kazimierzowskie | Ewangelicko-augsburski kościół parafialny. Dawniej była to świątynia katolicka pod wezwaniem Wniebowzięcia Najświętszej Maryi Panny z lat 1784-1785, zbudowana na miejscu drewnianej z 2 połowy XIV wieku. Od 1830 własność gminy ewangelicko-augsburskiej (luterańskiej). |
| 9  |         | Pałac Sandomierski                                                   | Śródmieście            | Wybudowany według projektu Antonia Corazziego w latach 1825-1827 pałac był do 1917 siedzibą wojewodów i gubernatorów sandomierskich i radomskich. W wyniku dwukrotnej (1918 i 1998) degradacji Radomia do roli miasta na prawach powiatu pałac utracił swą pierwotną funkcję, stając się siedzibą starostwa powiatowego. Obecnie zajmowany przez Urząd Miejski oraz delegatury mazowieckich instytucji wojewódzkich. |
| 10 |         | Nowy Ratusz                                                          | Miasto Kazimierzowskie | Neorenesansowy gmach wybudowany w latach 1845-1848 według projektu architekta Henryka Marconiego. Od lat 50. do 2013 siedziba Archiwum Państwowego. |
| 11 |         | Dawny pałac Karschów i rezydencje przy ul. Żeromskiego               | Śródmieście            | Wzorowana na pałacu Kronenberga w Warszawie monumentalna, eklektyczna kamienica o charakterze pałacowym została wzniesiona w latach 1881–1882 dla radomskich fabrykantów, Teodora Karscha i Franciszka Wickenhagena. Inne budynki o charakterze rezydencjonalnym, usytuowane przy ulicy Żeromskiego to m.in. pałac Kierzkowskich, budynek Towarzystwa Kredytowego Ziemskiego, pałacyk Balińskich-Hemplów.            |
| 12 |         | Kościół garnizonowy pw. św. Stanisława Biskupa i Męczennika          | Śródmieście            | Pierwotnie była to cerkiew pod wezwaniem świętego Mikołaja wybudowana w 1902 roku. W 1918 roku cerkiew została przejęta przez wojsko polskie. Przebudowana na kościół rzymskokatolicki w latach 1925-1930. |
| 13 |         | Kościół pw. Opieki Najświętszej Marii Panny – katedra radomska       | Śródmieście            | Neogotycka świątynia zbudowana w latach 1894–1911 według projektu Józefa Piusa Dziekońskiego. W 1981 r. ustanowiona konkatedrą diecezji sandomierskiej-radomskiej, zaś 25 marca 1992 r. – katedrą diecezji radomskiej. |
| 14 |         | Dom Glogierów i zabudowa eklektyczna w Śródmieściu                   | Śródmieście            | Eklektyczny dom wybudowany w 1914 roku wg projektu Józefa Piusa Dziekońskiego. Reprezentuje on typ kamienicy wielkomiejskiej, dominującej w zabudowie Radomia okresu 1885-1918, której licznymi przykładami są budynki wybudowane przy ulicach Piłsudskiego, Moniuszki, Sienkiewicza, Traugutta, Żeromskiego i in.                                                                                                   |
| 15 |         | Dworzec kolejowy                                                     | Śródmieście            | Gmach dworca kolejowego w Radomiu wybudowano w 1885 według projektu Adolfa Schimmelpfenniga, autora projektu m.in. dworca Łódź Fabryczna. Spalony przez Austriaków w czasie I wojny światowej został po niej odbudowany. |
| 16 |         | Dawne osiedle mieszkaniowe pracowników Fabryki Broni                 | Planty                 | Osiedle wybudowane w latach 1924-1931 według projektu Stefana Szyllera dla pracowników Fabryki Broni. |
| 17 |         | Kościół pw. Najświętszego Serca Jezusowego na Glinicach              | Glinice                | Neobarokowy kościół wybudowany w latach 1931-1957 wg projektu Stefana Szyllera. |
| 18 |         | Kościół pw. św. Teresy od Dzieciątka Jezus na Borkach                | Borki                  | Modernistyczny kościół wybudowany w latach 1938-1964 wg projektu Władysława Pieńkowskiego i Stanisława Gałęzowskiego. |
| 19 |         | Cmentarz rzymskokatolicki przy ul. Limanowskiego                     | Borki                  | Zabytkowy, założony w 1812 roku cmentarz. Miejsce spoczynków zasłużonych obywateli Radomia. |
| 20 |         | Cmentarz żydowski                                                    | Gołębiów               | Zabytkowy, założony w 1831 roku cmentarz. Miejsce spoczynku zasłużonych obywateli Radomia. Całkowicie zniszczony podczas II wojny światowej, odbudowany w latach 1992-2010. Obiekt wchodzi również w skład Szlaku Pamięci Radomskich Żydów „Ślad”. |
| 21 |         | Cmentarz ewangelicko-augsburski                                      | Kozia Góra             | Zabytkowy, założony w 1833 roku cmentarz. Miejsce spoczynku zasłużonych obywateli Radomia. |
| 22 |         | Cmentarz prawosławny                                                 | Obozisko               | Zabytkowy, założony w 1839 roku cmentarz. |
| 23 |         | Dawny zespół dworsko-parkowy na Wośnikach                            | Wośniki                | Klasycystyczny pałac z XIX w. otoczony dwuhektarowym parkiem. |